# Leucippe (figlia di Minia)
Leucippe (in greco antico: Λευκίππη?, Leukíppē) è un personaggio della mitologia greca. Era una delle figlie di Minia re di Orcomeno in Beozia.

## Mitologia
Leucippe, viveva con le sue sorelle Arsinoe ed Alcitoe, insieme erano dette le miniadi ed erano le figlie di un importante re dell'epoca.

### La punizione
Avendo rifiutato, insieme alle sorelle di partecipare alla festa del culto di Dioniso, dove doveva unirsi ad altre donne della Beozia, il dio venne a punire le ragazze trasformandosi in continuazione, prima in toro, poi in pantera e leone, piante di edera apparirono dal nulla, invocò luci in ogni dove e rumori assordanti, facendole quasi impazzire.
Leucippe allora offrì suo figlio Ippaso come sacrificio per placare la furia del dio, lui per tutta risposta le fece impazzire ancora di più fino a che loro stesse fecero a pezzi il piccolo bambino, scambiandolo per un cerbiatto. In seguito vennero trasformate dal dio in pipistrelli.

### Pareri secondari
In un'altra versione del mito, si racconta che prima di iniziare i suoi prodigi, Dioniso si presentò davanti a loro con le sembianze di un bel giovane e solo essendo più volte schernito dalle ragazze decise di punirle.
Secondo altri mitografi fu Ermes a trasformare le ragazze in uccelli dopo averle trovate che girovagavano impazzite tra le montagne.